# Kripper Wasserturm

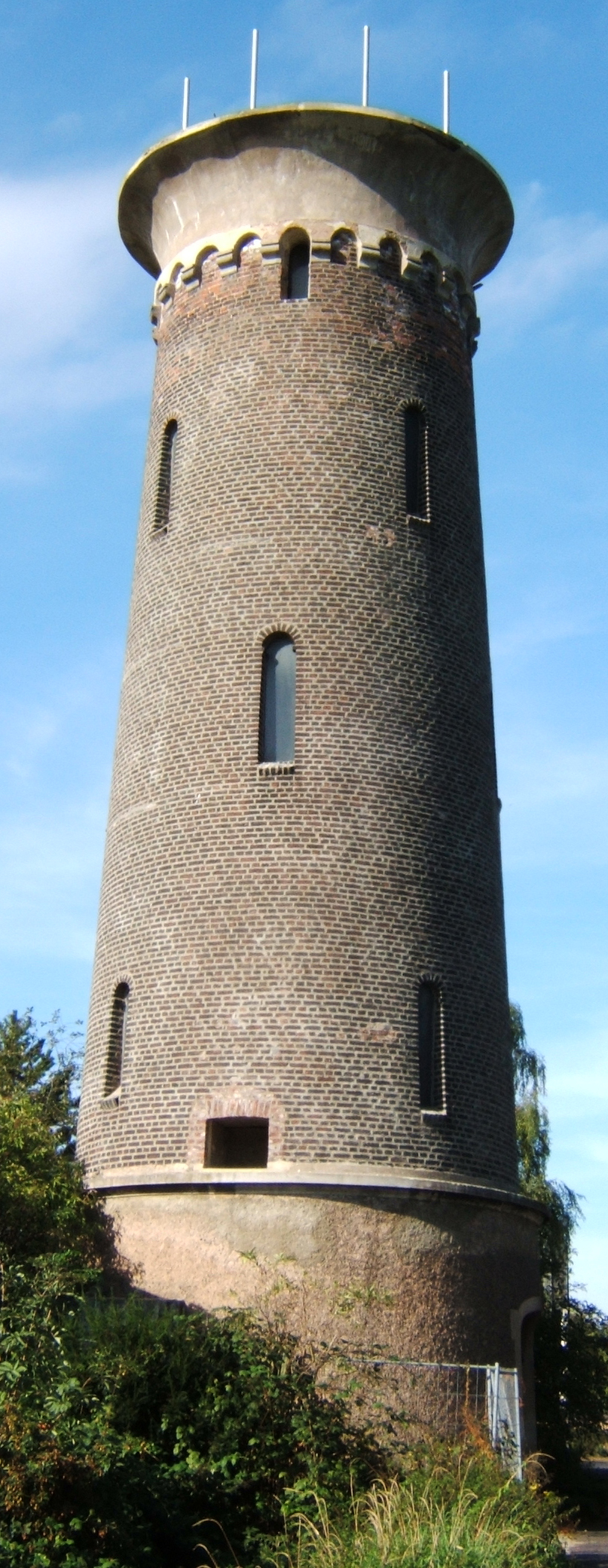
Kripper Wasserturm

Der Kripper Wasserturm befindet sich im Ortsbezirk Kripp von Remagen. Er befindet sich an Kripps höchstem Punkt an der Weinbergstraße.
Da die Dorfbrunnen hygienisch nicht immer einwandfrei waren, befassten sich die Behörden etwa ab 1900 mit dem Plan, diese durch eine zentrale kommunale Trinkwasserversorgung zu ersetzen mit einem kombinierten System aus Pumpanlage, Wasserwerk, Hochdruck-Reservoir und Leitungssystem. Der Wasserturm wurde 1904 realisiert. 
In den 1970er Jahren verlor der Wasserturm seine eigentliche Funktion. 1995 wurde er zunächst unter Denkmalschutz gestellt, die Unterschutzstellung wurde aber vor 2010 wieder aufgehoben. Der Kopf des Wasserturms wurde entfernt. 2013 fielen Betonstücke herab, was zur Straßensperrung führte.